# BoJack Horseman
BoJack Horseman este personajul principal al unei serii animate americane de comedie-dramă care îi poartă numele. Această serie animată pentru adulți a fost creată de Raphael Bob-Waksberg și a fost difuzată inițial pe platforma Netflix în perioada 2014-2020. 
Cu un scenariu setat la Hollywood, serialul se învârte în jurul unui cal antropomorf numit Bojack Horseman. Cunoscut în trecut ca fiind star de sitcom și o vedetă eșuată de film, plănuiește să revină la relevanță cu o autobiografie care va fi scrisă de o scriitoare fantomă. Serialul explorează teme precum celebritatea, relațiile umane, depresia și efectele adesea negative ale faimei. 
Serialul a avut premiera pe Netflix pe 22 august 2014. Pe 20 septembrie 2018, Netflix a  reînnoit serialul pentru al șaselea și ultimul sezon, iar seria s-a încheiat pe 31 ianuarie 2020, cu un total de 77 de episoade . Primele cinci sezoane constau din 12 episoade fiecare, în timp ce al șaselea și ultimul sezon constă din 16 episoade împărțite în două părți a câte opt episoade fiecare.  Un episod special de Crăciun a fost lansat pe 19 decembrie 2014.
Personajul BoJack Horseman este cunoscut pentru umorul său cinic și auto-distructiv, dar și pentru complexitatea și profunzimea emoțională pe care o dezvoltă de-a lungul seriei. În timpul evoluției personajului său, BoJack încearcă să-și găsească sensul vieții.
Serialul "BoJack Horseman" a fost apreciat de critici pentru povestea sa captivantă, umorul inteligent și explorarea temelor profunde. A primit numeroase nominalizări și premii, fiind considerat unul dintre cele mai bune seriale animate ale deceniului. Serialul a primit  inclusiv patru premii Critics' Choice Television pentru cel mai bun serial animat, trei premii Annie și două premii Writers Guild of America. De asemenea, a primit trei nominalizări la premiile Primetime Emmy, inclusiv două pentru cel mai bun program animat.
Serialul este plasat într-o lume alternativă în care oamenii și animalele antropomorfe trăiesc unul lângă altul. BoJack Horseman este vedeta dispărută a sitcomului din anii 1990 Horsin' Around, care s-a centrat în jurul unui tânăr cal burlac care încearcă să crească trei copii umani care au rămas orfani. După încheierea emisiunii, BoJack se luptă să își găsească un nou succes în industria de divertisment și navighează prin lumea Hollywood-ului, în timp ce se confruntă cu propriile sale demoni și probleme personale.
Serialul explorează viața lui BoJack într-un mod sincer și adesea dureros, abordând teme precum faima, relațiile toxice, sănătatea mentală și căutarea sensului în viață. Pe măsură ce povestea se dezvoltă, BoJack se confruntă cu greșelile sale din trecut, încearcă să se vindece și să găsească o formă de redempțiune.
Premisa seriei oferă o perspectivă introspectivă asupra lumii faimei și a industriei de divertisment, arătând că succesul nu este întotdeauna echivalent cu fericirea și că luptele interioare pot fi mai complexe decât pare la suprafață. Serialul explorează aspecte adânci ale condiției umane și pune în discuție întrebări dificile despre identitate, responsabilitate și căutarea sensului într-o lume aparent lipsită de sens.

## Distribuție și personaje
- Will Arnett în rolul lui BoJack Horseman, un cal alcoolic cinic care se detestă de sine, aflat în prezent la 50 de ani, a cărui carieră de actor a atins apogeul când a jucat într-un sitcom de succes de familie din anii 1990 numit Horsin' Around . Deși a început ca un tânăr actor cu ochi strălucitori, de atunci a devenit amar, profund deprimat și obosit față de Hollywood și de care a devenit după faimă. S-a dovedit că BoJack este grijuliu și perspicace, dar nesiguranța, singurătatea, nevoia disperată de aprobare și vinovăția față de propriile sale acțiuni duc adesea la acțiuni autodistructive și egoiste care îi devastează pe cei din jur. Pe parcursul seriei, BoJack trece printr-o evoluție complexă și captivantă. El se confruntă cu consecințele propriilor sale acțiuni, se confruntă cu traumele din trecut și încearcă să se împace cu sine însuși. Evoluția sa este un proces lent și plin de ambiguitate morală, în care BoJack explorează teme de responsabilitate, regrete și iertare.
- Amy Sedaris în rolul Prințesei Carolyn, o pisică persană roz care este agentul lui BoJack în primele trei sezoane și fostă iubită. Originară din Eden, Carolina de Nord, serioasă și neclintită Prințesa Carolyn a fost un agent de top la agenția Vigor prin căutarea neobosită a noilor talente și a rețelei extinse de conexiuni personale ciudate. Deși se luptă să găsească un echilibru între muncă, viața ei personală zbuciumată și îngrijirea lui BoJack și a prietenilor ei, ea se bucură de stilul ei de viață agitat.
- Alison Brie în rolul Diane Nguyen, este o scriitoare inteligentă și idealistă, prietena apropiată a lui BoJack Horseman. Ea se luptă cu propriile probleme de sănătate mentală și încearcă să găsească un sens în viață. Diane este o voce critică în serie și adesea servește ca un punct de reflecție pentru personajele din jurul ei. Este o gânditoare care vrea să facă din lume un loc mai bun pentru femei și vrea ca ceilalți să se comporte conform moravurilor ei, deși le încalcă adesea. În timp ce scriau memoriile lui BoJack, Diane și BoJack dezvoltă o prietenie puternică care inițial devine incomodă și tensionată după ce BoJack dezvoltă sentimente romantice pentru ea, mai ales că se întâlnea cu Mr. Peanutbutter la acea vreme.
- Paul F. Tompkins în rolul domnului Peanutbutter, un Labrador Retriever galben energic, optimist și vesel. Mr. Peanutbutter este un câine antropomorfic și rivalul lui BoJack Horseman, dar, în același timp, și un prieten apropiat. El este un personaj optimist și plin de viață, cu o personalitate extrovertită și veselă. Mr. Peanutbutter se confruntă și el cu provocări personale și încearcă să găsească echilibrul între nevoile sale și relațiile sale. Mr. Peanutbutter a fost vedeta lui Mr. Peanutbutter's House, care, potrivit lui BoJack, „a împrumutat premisa” de la Horsin' Around . În ciuda rivalității lor, domnului Peanutbutter îi pasă foarte mult de opinia lui BoJack și îl admiră pentru munca sa la Horsin' Around . Domnul Peanutbutter a fost căsătorit de trei ori (cu Katrina Peanutbutter, Jessica Biel și Diane Nguyen).Personajul său a fost creat inițial ca o folie pentru BoJack, dar apoi evoluează el însuși într-un personaj important.
- Aaron Paul în rolul lui Todd Chavez, un șomer, naiv, dar foarte talentat, în vârstă de 24 de ani, care a ajuns la casa lui BoJack pentru o petrecere cu cinci ani înainte de începutul seriei și nu a plecat niciodată. Astfel, Todd este prietenul de lungă durată al lui BoJack Horseman și o sursă de umor excentric în serie. El aduce un ton mai ușor și comic în poveste, dar are și propriile sale lupte personale. Todd încearcă să-și găsească un scop în viață și să-și dezvolte propria identitate, navigând prin relații și aventuri neașteptate. Deși BoJack își exprimă în mod constant disprețul față de el, acestuia îi pasă în secret de Todd, continuând să-l sprijine financiar și să-i saboteze încercările de a-și câștiga independența.

Acestea sunt câteva dintre personajele notabile din seria "BoJack Horseman". Fiecare personaj are propria sa poveste și dezvoltare pe parcursul seriei, contribuind la complexitatea și adâncimea poveștii generale.
1. ↑  Fernsehserien.de, accesat în 4 iulie 2020
2. ↑  Fernsehserien.de, accesat în 4 iulie 2020
3. ↑   http://dbpedia.org/resource/BoJack_Horseman, accesat în 19 aprilie 2020 Lipsește sau este vid: |title= (ajutor)
4. ↑  Thorne, Will (27 septembrie 2019). „'BoJack Horseman' to End After Season 6 on Netflix”. Vulture. Vulture. Accesat în 14 iulie 2021.